# Разстрел на семейство Романови
Екзекуцията на царското семейство Романови (последният руски император Николай II и семейството му) е извършена в мазето на Ипатиевата къща в Екатеринбург в нощта на 16 срещу 17 юли 1918 г. Приложено е изпълнението на резолюцията на изпълкома на Уралския областен съвет на работническите, селските и войнишките представители, ръководен от болшевиките. Заедно с царското семейство са застреляни и четирима членове на свитата му.
Въпросът за съществуването на заповедта на Ленин за убийството на Николай II и семейството му остава спорен в съвременната историография: повечето историци признават вероятността за нейното съществуване, но има и възражения. Историкът Генрих Йофе разглежда и двете версии и се фокусира върху факта, че Ленин няколко часа преди екзекуцията е пратил телеграма с отрицателен отговор на журналистите, които питат за истинността на слуховете за убийството на царското семейство. Сред юристите също няма консенсус дали екзекуцията е била наредена от висшето съветско ръководство. Ако съдебният експерт Ю. Жук счита за безспорен факт, че изпълкомът на Уралския областен съвет е действал в съответствие с инструкциите на висшите служители на съветската държава, то старшият следовател по особено важни дела на Следствения комитет на Руската федерация (вкл. към прокуратурата на Руската федерация до 15 януари 2011 г.) Владимир Соловьов, който от 1993 г. ръководи разследването на обстоятелствата на убийството на царското семейство, в интервютата си през 2008-2011 г., твърди, че екзекуцията на Николай II и семейството му е била извършена без нареждането на Ленин и Свердлов. Тъй като преди решението на Президиума на Върховния съд на Русия от 1 октомври 2008 г. се смята, че Уралският регионален съвет не е съдебен или друг орган, който има правомощието да постановява присъда, описаните събития дълго време се разглеждат от правна гледна точка не като политическа репресия, а като убийство, което попречва на посмъртната реабилитация на Николай II и семейството му.
Тленните останки на петима членове на императорското семейство, както и на техните четирима слуги, са открити през юли 1991 г. в околностите на Екатеринбург под насипа на Стария коптяковски път. Те са идентифицирани по време на разследването на наказателното дело, водено от руската Генерална прокуратура. На 17 юли 1998 г., на 80-ата годишнина от екзекуцията, останките на членовете на императорското семейство са погребани в катедралата „Св. св. Петър и Павел“ в Санкт Петербург. През юли 2007 г. са намерени тленните останки на царевич Алексей и на великата княгиня Мария. През септември 2015 г. Следственият комитет на Русия възобновява разследването на смъртта на кралското семейство.

## Предистория
В резултат на Февруарската революция Николай II абдикира от престола и заедно със семейството си е под домашен арест в Царское село. Както свидетелства Александър Керенски, когато той, министърът на правосъдието  на временното правителство, само пет дни след абдикацията, се издига на трибуната на Московския съвет, е засипан от градушка от викове от мястото, които изискват екзекуцията на Николай II. Той пише в мемоарите си: „Смъртното наказание за Николай II и изпращането на семейството му от Александровския дворец в Петропавловската крепост или Кронщад - това бяха яростните, понякога неистови искания на стотици всякакви делегации, депутации и появили се резолюции и ги представи на Временното правителство...”. През август 1917 г. Николай II и семейството му, по решение на временното правителство, са заточени в Тоболск.
След като болшевиките идват на власт, в началото на 1918 г. съветското правителство обсъжда предложение за провеждане на открит процес срещу Николай II. Историкът Латишев пише, че идеята за съдебен процес срещу Николай II е подкрепена от Троцки, но Ленин изразява съмнения относно навременността на такъв процес. Според народния комисар на правосъдието Щайнберг въпросът е отложен за неопределено време, което така и не идва.
Според историка В. Хрусталев до пролетта на 1918 г. болшевишките лидери са разработили план за събиране на всички представители на династията Романови в Урал, където да бъдат държани на значително разстояние от външни опасности под формата на Германската империя. и Антантата, а от друга страна, болшевиките, които имат силни политически позиции тук, биха могли да държат ситуацията с Романови под свой контрол. На такова място, както пише историкът, Романови могат да бъдат унищожени, като се намери подходяща причина за това. През април - май 1918 г. Николай II, заедно с роднините си, е отведен под охрана от Тоболск в „червената столица на Урал“ Екатеринбург, където по това време вече присъстват други представители на императорския дом на Романови. Именно тук в средата на юли 1918 г., в контекста на бързото настъпление на антисъветските сили (Чехословашкия легион и Сибирската армия), приближаващи Екатеринбург (и всъщност превземайки го осем дни по-късно), е извършена екзекуцията на кралското семейство.
Като една от причините за екзекуцията местните съветски власти посочват разкриването на определен заговор, за който се твърди, че има за цел освобождаването на Николай II. Въпреки това според спомените на членовете на управителния съвет на Уралската областна Чека И. Родзински и М. Медведев (Кудрин), този заговор всъщност е провокация, организирана от уралските болшевики, за да получат, според съвременните изследователи, основания за извънсъдебни изпълнение.

## Ход на събитията

### Изгнание в Екатерингбург
Историкът Александър Боханов пише, че има много хипотези защо царят и семейството му са били преместени от Тоболск в Екатеринбург и дали са възнамерявали да избягат. В същото време  Боханов смята за категорично установен факт, че преместването в Екатеринбург произтича от желанието на болшевиките да затегнат режима и да подготвят ликвидирането на царя и семейството му. В същото време болшевиките не представляват хомогенна сила.
На 1 април Всеруският централен изпълком решава да премести царското семейство в Москва. Уралските власти, които категорично се противопоставят на това решение, предлагат да бъде преместено в Екатеринбург. Може би в резултат на конфронтацията между Москва и Урал се появява ново решение на Всеруския централен изпълнителен комитет от 6 април 1918 г., според което всички арестувани са изпратени в Урал. В крайна сметка решенията на Всеруския централен изпълком се свеждат до заповеди да се подготви открит процес срещу Николай II и да се премести царското семейство в Екатеринбург. Организирането на този ход е поверено на специално упълномощения от Всеруския централен изпълком Василий Яковлев (Мячин), когото Свердлов познава добре от съвместната революционна работа през годините на Първата руска революция. Комисар Яковлев, изпратен от Москва в Тоболск, ръководи тайна мисия за транспортиране на царското семейство до Екатеринбург с цел последващото му транспортиране до Москва. Поради болестта на сина на Николай II, Алексей Николаевич, е решено да бъдат оставени всички деца, с изключение на Мария, в Тоболск с надеждата да се събират отново с тях по-късно.
На 26 април 1918 г. Романови, охранявани от картечници, напускат Тоболск и вечерта на 27 април пристигат в Тюмен. На 30 април от Тюмен в Екатеринбург пристига влак, където Яковлев предава императорската двойка и дъщеря Мария на ръководителя на Уралския съвет Александър Белобородов. Заедно с Романови в Екатеринбург пристигат служителите на Романови Василий Долгоруков, Евгений Боткин, Терентий Чемодуров,  Иван Седнев и Анна Демидова. Има доказателства, че по време на преместването на Николай II от Тоболск в Екатеринбург ръководството на Уралския регион се е опитало да го убие.
Според Павел Биков на 4-та Уралска областна конференция на Комунистическата партия, която се провежда по това време в Екатеринбург, в частна среща мнозинството делегати от областта се изказват за необходимостта от бързия разстрел на Романови с цел предотвратяването на опитите за възстановяване на монархията в Русия.
Конфронтацията, възникнала по време на преместването от Тоболск към Екатеринбург между отрядите, изпратени от Екатеринбург, и Яковлев, които разбират за намерението на Урал да унищожи Николай II, е разрешена само чрез преговори с Москва, проведени от двете страни. Москва, представлявана от Свердлов, поисква от ръководството на Урал гаранции за безопасността на царското семейство и едва след като са дадени, Свердлов потвърждава заповедта, дадена преди това на Яковлев, да отведе Романови в Урал.
На 23 май 1918 г. останалите деца на Николай II пристигат в Екатеринбург, придружени от група слуги и чиновници от свитата. В Ипатиевата къща са допуснати А. Труп, Й. Харитонов, Леонид Седнев (племенник на И. Седнев) и К. Нагорни.
Веднага след пристигането си в Екатеринбург служителите по сигурността арестуват четирима души измежду лицата, придружаващи царските деца: царския адютант княз Иля Татищев, камерхера на Александра Федоровна Алексей Волков, нейната камер-фройлайн Анастасия Гендрикова и придворната Екатерина Шнайдер. Татищев и княз Долгоруков, които пристигат в Екатеринбург заедно с царската двойка, са разстреляни в Екатеринбург. След екзекуцията на кралското семейство Гендрикова, Шнайдер и Волков са прехвърлени в Перм поради евакуацията на Екатеринбург. Там те са осъдени от органите на ЧК на разстрел като заложници; в нощта на 3 срещу 4 септември 1918 г. Гендрикова и Шнайдер са разстреляни, а Волков успява да избяга от мястото на екзекуцията.
Според работата на комуниста П. Биков, участник в събитията, княз Долгоруков, който според Биков се е държал подозрително, е имал две карти на Сибир с обозначение на водните пътища и някои специални бележки, както и значителна сума пари. Неговите показания убеждават, че той е възнамерявал да организира бягството на Романови от Тоболск.
Повечето от останалите членове на свитата получават заповед да напуснат Пермската губерня. На лекаря на престолонаследника Владимир Деревенко е разрешено да остане в Екатеринбург като частно лице и да го преглежда два пъти седмично под наблюдението на Авдеев, комендант на Ипатиевата къща.

### Затвор в Ипатиевата къща
Семейство Романови е настанено в къща със специално предназначение – реквизираното имение на пенсионирания военен инженер Николай Ипатиев. С Романови живеят д-р Евгений Боткин, камер-лакей Алоизий Труп, прислужницата на императрицата Анна Демидова, готвачът Иван Харитонов и младшият готвач Леонид Седнев. Романови прекарват 78 дена там. За комендат на дома е назначен Александър Авдеев.
Следователят Николай Соколов, когото Александър Колчак инструктира през февруари 1919 г. да продължи да води делото за убийството на Романови, успява да пресъздаде картината от последните месеци от живота на царското семейство с останките от тяхната свита в Ипатиевата къща. По-специално, той реконструира системата от постове и тяхното разположение, и съставя списък на външната и вътрешната сигурност. Един от източниците му е свидетелството на оцелелия по чудо член на царската свита, камерхера Т. Чемодуров, който заявява, че в Ипатиевата къща режимът е изключително тежък, а отношението на охраната е възмутително. Недоверявайки се напълно на неговите показания, Соколов ги проверява повторно чрез бившия ръководител на кралската гвардия Кобилински, камерхер Волков, както и Джилиард и Гибс. Соколов проучва и показанията на някои други бивши членове на кралската свита, включително Пиер Жиляр, учител по френски език, родом от Швейцария. Самият Жиляр е транспортиран от латвийския Свике (Родионов) в Екатеринбург с останалите царски деца, но не е настанен в Ипатиевата къща. Освен това, след като Екатеринбург пада в ръцете на белогвардейците, са намерени и разпитани някои от бившите пазачи на Ипатиевата къща, включително Суетин, Латипов и Летемин. Подробни показания дават и бившият охранител Проскуряков и бившият членът на караула Якимов.
Според Т. Чемодуров, веднага след пристигането на Николай II и Александра Фьодоровна в Ипатиевата къща, те са подложени на обиск и „един от тези, които извърши обиска, грабна чантата от ръцете на императрицата и накара суверена да отбележи: „Досега имах работа с честни и почтени хора“. Бившият началник на царската гвардия Кобилински, според Чемодуров, казва: „На масата бе поставена купа; нямаше достатъчно лъжици, ножове, вилици; Червеноармейци също взеха участие във вечерята; някой ще дойде и ще бръкне в купата: „Е, това ви стига“. Принцесите спяха на пода, тъй като нямаха легла. Бе организирана поименна проверка. Когато принцесите отиваха до тоалетната, червеноармейците, уж караулни, ги следваха...” Свидетелят Якимов (който ръководи караула по време на събитията) казва, че гвардейците пеят песни, неприятни за царя: „Съединени, другари, в крак“, „Да се отречем от стария свят“ и т.н. Следователят Соколов също пише, че „самата Ипатиева къща говори по-красноречиво от всякакви думи как са живели затворниците тук. Необичайни по своя цинизъм надписи и изображения с постоянна тематика: Распутин“. 
Соколов характеризира много негативно някои от пазачите в къщата, наричайки ги „пропагандирана измет от руския народ“, а първият комендант на къщата Авдеев като „най-видния представител на тази измет от работната среда: типичен митингов кръшкач, крайно глупав, дълбоко невеж, пияница и крадец“. Има и сведения за кражба на кралски вещи от гвардейци. Охранителите открадват и храната, изпратена на арестуваните от монахините от Новотихвинския манастир. Историкът Ричард Пайпс пише, че кражбите на кралската собственост, които започват, не може да не тревожат Николай и Александра, тъй като, наред с други неща, хамбарът съдържа кутии с техните лични писма и дневници. Освен това, пише Пайпс, има много истории за грубото отношение към членовете на кралското семейство от страна на охраната: охраната може да си позволи да влиза в стаите на принцесите по всяко време на деня, отнема храна, и бута бившия цар. „Въпреки че подобни истории не са неоснователни, голяма част от тях са преувеличени. Комендантът и охраната несъмнено са се държали грубо, но няма доказателства в подкрепа на открито насилие. Удивителното спокойствие, с което Николай и семейството му понасят трудностите на пленничеството, отбелязано от редица автори, се обяснява от Пайпс като чувство за самоуважение и фатализъм, вкоренен в тяхната дълбока религиозност.

### Провокация: писма от Офицера от руската армия
На 17 юни арестуваните са уведомени, че на монахините от Новотихвинския манастир е разрешено да доставят на масата им яйца, мляко и сметана. Както пише Ричард Пайпс, на 19 или 20 юни кралското семейство открива бележка на френски в тапата на една от бутилките: Приятелите вече не спят и се надяват, че е настъпил дългоочакваният час. Чехословашкият бунт застрашава все по-сериозно болшевиките. Самара, Челябинск и цялият Източен и Западен Сибир са във властта на временното национално правителство. Армията на славянските приятели е на 80 км от Екатеринбург, войниците на Червената армия не се съпротивляват ефективно. Бъдете внимателни към всяко движение навън, чакайте и се надявайте. Но в същото време ви моля да бъдете внимателни, защото болшевиките, преди да бъдат победени, представляват реална и сериозна опасност за вас. Бъдете готови всеки час, ден и нощ. Скицирайте двете си стаи, местата, мебелите, леглата. Запишете часа, когато всички ще си легнете. Един от вас трябва да спи само 2 до 3 часа всяка нощ след това. Отговорете с няколко думи, но моля, дайте цялата полезна информация за вашите приятели навън. На същия войник, който ви е изпратил тази бележка, трябва да отговорите писмено, но без нито една дума. Този, който е готов да умре за вас. Офицер от руската армия.
В дневника на Николай II дори се появява запис от 14 (27) юни, който гласи: „Онзи ден получихме две писма, едно след друго, [в които] ни бе казано да се подготвим да бъдем отвлечени от някои лоялни хора!“. Научната литература споменава четири писма от „офицера“ и отговорите на Романови към тях. В третото писмо, получено на 26 юни, Руският офицер моли да бъдат нащрек и да чакат сигнал. В нощта на 26 срещу 27 юни кралското семейство не си ляга, а остава будно и облечено. В дневника на Николай има запис, че чакането и несигурността са били  много болезнени.
На 28 юни кралското семейство изпраща писмо, в което казва: Ние не искаме и не можем да ИЗБЯГАМЕ. Можем да бъдем отвлечени само насила, както бяхме докарани насила от Тоболск. Затова не разчитайте на активна помощ от наша страна. Комендантът има много помощници, те се сменят често и са станали неспокойни. Те зорко пазят нашия затвор и живота ни и се отнасят добре с нас. Не бихме искали те да страдат заради нас или вие да страдате заради нас. Най-важното, за бога, избягвайте проливането на кръв. Сами събирайте информация за тях. Абсолютно невъзможно е да слезем от прозореца без помощта на стълба. Но дори и да слезем, остава огромна опасност, защото прозорецът на комендантската стая е отворен, а на долния етаж, чийто вход води от двора, има картечница. [Зачертано: „Затова изоставете мисълта да ни отвлечете.“] Ако ни наблюдавате, винаги можете да опитате да ни спасите в случай на непосредствена и реална опасност. Нямаме абсолютно никаква представа какво се случва навън, тъй като не получаваме нито вестници, нито писма. След като ни позволиха да отворим прозореца, наблюдението се засили и ние дори не можем да подадем главата си през прозореца, без риск да получим куршум в лицето.
Историкът Ричард Пайпс обръща внимание на очевидните странности в тази кореспонденция: анонимният „руски офицер“ очевидно е трябвало да бъде монархист, но се обръща към царя на „Вие“ („vous“) вместо на „Ваше Величество“ („Votre Majesté“), и не е ясно как монархистите биха могли да вкарат писма в тапата. Запазени са мемоарите на първия комендант на Ипатиевата къща– Авдеев, който съобщава, че служителите по сигурността са открили истинския автор на писмото, сръбския офицер Магич. В действителност, както подчертава Ричард Пайпс, в Екатеринбург не става въпрос за  магия. В града наистина е имало сръбски офицер с подобно фамилно име – Мицич Ярко Константинович, но се знае, че той е пристигнал в Екатеринбург едва на 4 юли, когато по-голямата част от кореспонденцията вече е приключила.
Разсекретяването през 1989-1992 на спомените на участници в събитията окончателно изяснява картината на мистериозните писма на неизвестния Руски офицер. Участникът в екзекуцията Михаил Медведев (Кудрин) признава, че кореспонденцията е била провокация, организирана от уралските болшевики, за да се провери готовността на царското семейство да избяга. След като Романови, според Медведев, прекарват две или три нощи облечени, такава готовност става очевидна за него.
Автор на текста е Пьотр Войков, живял известно време в Женева. Писмата са преписани изцяло от И. Родзински, тъй като той има по-добър почерк. Самият Родзински заявява в мемоарите си това.

### Смяна на комендант Авдеев с Юровски
На 4 юли 1918 г. защитата на царското семейство е прехвърлена на члена на ЧК на Уралската област Яков Юровски. Някои източници погрешно наричат Юровски председател на ЧК. Служителят на регионалната ЧК Г. Никулин става помощник-комендант на Ипатиевата къща. Бившият комендант Авдеев и неговият помощник Мошкин са отстранени, Мошкин (а според някои източници и Авдеев) е вкаран в затвора за кражба.
При първата среща с Юровски царят го взема за лекар, тъй като той съветва лекаря В. Деревенко да постави гипсова превръзка на крака на наследника; Юровски е мобилизиран през 1915 г. и според Н. Соколов е завършил фелдшерско училище.
Следователят Николай Соколов обяснява смяната на комендант Авдеев с факта, че комуникацията със затворниците променя нещо в неговата „пиянска душа“, което става забележимо за началството му. Когато, според Соколов, започва подготовката за екзекуцията на Романови, охраната на Авдеев е отстранена като ненадеждна. Юровски описва своя предшественик Авдеев изключително негативно, обвинявайки го в разпуснатост, пиянство и кражба. Според брата на Юровски, Лейба, Юровски е сприхав и упорит и обича да потиска хората. Според Лея, съпругата на другия брат на Юровски (Еле), Юровски е много упорит и деспотичен, а характерната му фраза е: „Който не е с нас, той е против нас“. В същото време, както отбелязва историкът Ричард Пайпс, скоро след назначаването си Юровски сурово спира край на кражбите, разпространени при Авдеев. Пайпс счита това действие за препоръчително от гледна точка на сигурността, тъй като охраната, склонна към кражба, може да бъде подкупена, включително с цел бягство; в резултат на това за известно време положението на арестуваните дори се подобрява, тъй като кражбата на храна от Новотихвинския манастир спира. Освен това Юровски съставя опис на всички бижута, притежавани от арестуваните (според Пайпс, с изключение на онези, които жените тайно са зашили в бельото си). Те поставят бижутата в запечатана кутия, която Юровски им дава за съхранение. И наистина, в дневника на царя има запис от 23 юни (6 юли) 1918 г.
В същото време безцеремонността на Юровски скоро започва да дразни царя, който отбелязва в дневника си: „Този тип ни харесва все по-малко“. Александра Фьодоровна описва Юровски в дневника си като вулгарен и неприятен човек.

### Последни дни
Болшевишките източници запазват доказателства, че работническите маси на Урал са изразили загриженост относно възможността за освобождаване на Николай II и дори са поискали незабавната му екзекуция. Докторът на историческите науки Генрих Йофе смята, че това доказателство вероятно е вярно и характеризира ситуацията, която тогава е не само в Урал. Като пример той цитира текста на телеграма от Коломенския окръжен комитет на болшевишката партия, получена от Съвета на народните комисари на 3 юли 1918 г., със съобщението, че местната партийна организация „единодушно решава да изиска от Съвета на народните комисари незабавното унищожаване на цялото семейство и роднини на бившия цар, защото германската буржоазия, заедно с руснаците, възстановяват царския режим в превзетите градове. „В случай на отказ“, казва той, „бе решено да изпълним тази резолюция сами“. Йофе предполага, че такива резолюции, идващи отдолу, са или организирани на събрания и митинги, или са резултат от обща пропаганда, атмосфера, изпълнена с призиви за класова борба и класово отмъщение. „По-нисшите класи“ с готовност подхващат лозунгите, произлизащи от болшевишките оратори, особено тези, представляващи лявото крило на болшевизма. Почти целият болшевишки елит в Урал е ляв. Според спомените на офицера по сигурността И. Родзински, сред лидерите на Уралския областен съвет левите комунисти са А. Белобородов, Г. Сафаров и Н. Толмачев.
В същото време левите болшевики в Урал трябва да се състезават в радикализма с левите социалистически революционери и анархисти, чието влияние е значително. Както пише Йофе, болшевиките не могат да си позволят да дадат повод на своите политически съперници да ги обвинят в „плъзгане надясно“. И има такива обвинения. По-късно Спиридонов упреква Централния комитет на болшевиките, че е „разпуснал царете и подцарете в... Украйна, Крим и чужбина“ и „само по настояване на революционерите“, т.е. на левите социалистически революционери и анархисти, повдига своя ръка срещу Николай Романов. Според А. Авдеев в Екатеринбург група анархисти се опитва да приеме решение за незабавната екзекуция на бившия цар. Според спомените на жителите на Урал екстремистите се опитват да организират нападение срещу Ипатиевата къща, за да унищожат Романови. Отгласи от това са запазени в дневниците на Николай II за 31 май (13 юни) и Александра Фьодоровна за 1 (14) юни.
На 13 юни в Перм е извършено убийството на великия княз Михаил Александрович. Веднага след убийството властите в Перм обявяват, че той е избягал, и го обявяват за издирване. На 17 юни съобщение за бягството му е препечатано във вестници в Москва и Петроград. В същото време се появяват слухове, че Николай II е бил убит от войник на Червената армия, който произволно е нахлул в Ипатиевата къща. Всъщност по това време той е още жив. Слуховете за линчуване на Николай II и Романови като цяло се разпространяват отвъд Урал.  
На 18 юни председателят на Съвета на народните комисари Ленин в интервю за либералния вестник „Наше слово", който се противопоставя на Болшевизма, заявява, че Михаил, според негова информация, наистина е избягал, а Ленин не знае нищо за съдбата на Николай. На 20 юни ръководителят на Съвета на народните комисари на РСФСР Владимир Бонч-Бруевич пита Екатеринбург: „В Москва се разпространи информация, че бившият император Николай II уж е бил убит. Предоставете информацията, която имате”. Москва изпраща в Екатеринбург за инспекция латвиеца Рейнголд Берзин, командир на Северноуралската група на съветските сили, който посещава Ипатиевата къща на 22 юни. Николай II в своя дневник, в запис от 9 (22) юни 1918 г., съобщава за пристигането на шест души, а на следващия ден има запис, че те се оказват комисари от Петроград. На 23 юни представители на Съвета на народните комисари отново съобщават, че все още нямат информация дали Николай II е жив или не. 
Берзин в телеграми до Съвета на народните комисари, Всеруския централен изпълком и Народния комисариат по военните въпроси на РСФСР съобщава, че всички членове на семейството и самият Николай II са живи. Цялата информация за убийството му е провокация. Въз основа на получените отговори съветската преса няколко пъти опровергава слуховете и съобщенията, появили се в някои вестници за екзекуцията на Романови в Екатеринбург.
Според показанията на трима телеграфни оператори от екатеринбургската поща, получени по-късно от комисията на следователя Николай Соколов, Ленин в разговор с Берзин по директен проводник нарежда да вземе цялото царско семейство под своя защита и да не допуска никакво насилие срещу него, отговаряйки в случая със собствения си живот. Според историка А. Латишев телеграфната връзка, поддържана от Ленин с Берзин, е едно от доказателствата за желанието на Ленин да спаси живота на Романови.
Според официалната съветска историография решението за екзекуцията на Романови е взето от изпълнителния комитет на Уралския областен съвет, а централното съветско ръководство е уведомено постфактум. По време на Перестройката тази версия започва да бъде критикувана и до началото на 90-те години се появява алтернативна версия, според която уралските власти не могат да вземат такова решение без директива от Москва и те поемат тази отговорност, за да се създаде политическо алиби за московското ръководство. В периода след Перестройката руският историк А. Латишев, който разследва обстоятелствата около екзекуцията на царското семейство, изразява мнение, че Ленин наистина може да е организирал тайно убийството по такъв начин, че да прехвърли отговорността на местните власти - приблизително същото, което според Латишев е направено година и половина по-късно по отношение на адмирал Александър Колчак, който е разстрелян. И все пак в този случай, смята историкът, ситуацията е различна. Според него Ленин, не искайки да разваля отношенията си с германския император Вилхелм II, близък роднина на Романови, не разрешава екзекуцията.
В началото на юли 1918 г. уралският военен комисар Филип Голощекин заминава за Москва, за да реши въпроса за бъдещата съдба на царското семейство. Според Генералната прокуратура на Руската федерация той е бил в Москва от 4 до 10 юли. На 14 юли той се завръща в Екатеринбург.
Въз основа на наличните документи съдбата на царското семейство като цяло не е обсъждана на никакво ниво в Москва. Обсъжда се само съдбата на Николай II, който трябва да бъде съден. Според редица историци е имало и фундаментално решение, според което бившият цар е трябвало да бъде осъден на смърт. Според следователя Владимир Соловьов Голощекин, позовавайки се на сложността на военната обстановка в района на Екатеринбург и на възможността за залавянето на царското семейство от белогвардейците, предлага да разстреля Николай II, без да чака съдебен процес, но получава категоричен отказ.
Според редица историци решението за унищожаването на царското семейство е взето след завръщането на Голощекин в Екатеринбург. С. Алексеев и И. Плотников смятат, че то е прието вечерта на 14 юли от тесен кръг от болшевишката част на изпълнителния комитет на Уралския съвет. Колекцията на Съвета на народните комисари на Държавния архив на Руската федерация съхранява телеграма, изпратена на 16 юли 1918 г. до Москва от Екатеринбург през Петроград: От Петроград. Смолни. До Москва, Кремъл, Свердлова, копие до Ленин. От Екатеринбург се предава следното по директен проводник: уведомете Москва, че съдебният процес, договорен с Филипов, не може да бъде отложен поради военни обстоятелства. Нямаме търпение Ако вашите мнения са противоположни, уведомете ни незабавно, извън ред. Голощекин, Сафаров. Свържете се сами с Екатеринбург за това. Григорий Зиновиев. Забел.: Получено на 16.7.1918 г. в 21 часа и 22 минути от Петроград Смолни 14 22 .
Така телеграмата е получена в Москва на 16 юли в 21:22 часа. Историкът Генрих Йофе предполага, че процесът, споменат в телеграмата, означава екзекуцията на Николай II или дори на семейство Романови. В архивите не е намерен отговор от централното ръководство на тази телеграма. За разлика от Йофе редица изследователи разбират думата „съд“, използвана в телеграмата, в буквалния смисъл. В този случай телеграмата се отнася до процеса на Николай II, по отношение на който има споразумение между централното правителство и Екатеринбург, а смисълът на телеграмата е следният:уведомете Москва, че процесът е съгласуван с Филип поради военни обстоятелства ... не можем да чакаме. Изпълнението не търпи отлагане. Това тълкуване на телеграмата позволява да вярваме, че въпросът за процеса срещу Николай II все още не е бил решен на 16 юли. Следствието смята, че краткостта на въпроса, зададен в телеграмата, показва, че централните власти са били запознати с този въпрос. В същото време има основание да се смята, че въпросът за разстрела на членовете на царското семейство, с изключение на Николай II, не е бил съгласуван нито с Ленин, нито с Я. Свердлов.
Няколко часа преди екзекуцията на царското семейство, на 16 юли, Ленин подготвя телеграма в отговор на редакторите на датския вестник Nationaltidende, които се обръщат към него с въпрос за съдбата на Николай II, която отрича слуховете за смъртта му. В 16 часа текстът е изпратен на телеграфа, но телеграмата така и не е изпратена. Според А. Латишев текстът на тази телеграма означава, че Ленин дори не си е представял възможността да разстреля Николай II (да не говорим за цялото семейство)  следващата нощ.
За разлика от Латишев, според когото решението за екзекуцията на кралското семейство е взето от местните власти, редица историци смятат, че екзекуцията е извършена по инициатива на Центъра. Тази гледна точка е защитена по-специално от Дмитрий  Волкогонов и Ричард Пайпс. Като аргумент те цитират дневника на Лев Троцки, направен на 9 април 1935 г., за разговора му със Свердлов след падането на Екатеринбург. Според този запис Троцки по време на този разговор не е знаел нито за екзекуцията на Николай II, нито за екзекуцията на семейството му. Свердлов го информира за случилото се, като казва, че решението е взето от централното управление. Въпреки това надеждността на това свидетелство на Троцки е критикувана, тъй като, първо, Троцки е посочен сред присъстващите в протокола от заседанието на Съвета на народните комисари от 18 юли, на което Свердлов обявява екзекуцията на Николай II; второ, самият Троцки пише в книгата си „Моят живот“, че до 7 август е бил в Москва; но това означава, че той не може да не е знаел за екзекуцията на Николай II, дори ако името му е било в протокола по погрешка.
Според Генералната прокуратура на Руската федерация официалното решение за екзекуцията на Николай II е взето на 16 юли 1918 г. от Президиума на Уралския областен съвет на работническите, селските и войнишките депутати. Оригиналът на това решение не е запазен. Седмица след екзекуцията обаче е публикуван официалният текст на присъдата: Резолюция на Президиума на Уралския областен съвет на работниците, селяните и депутатите от Червената армия: Поради факта, че чешко-словашки банди заплашват столицата на Червения Урал Екатеринбург; с оглед на факта, че коронованият палач може да избегне процеса на народа (току-що бе разкрита белогвардейска конспирация с цел отвличане на цялото семейство Романови), Президиумът на областния комитет, в изпълнение на волята на народът реши да разстреля бившия цар Николай Романов, виновен пред народа за безброй кървави престъпления. Решението на Президиума на областния съвет беше изпълнено в нощта на 16 срещу 17 юли. Семейство Романови е прехвърлено от Екатеринбург на друго, по-надеждно място. Президиум на Регионалния съвет на работниците, селяните и червеноармейските депутати на Урал.

### Отзоваване на готвача Леонид Седньов
Р. Уилтън, член на следствения екип, заявява в работата си „Убийството на кралското семейство“, че преди екзекуцията готвачът Леонид Седньов, приятел на Царевича, е отстранен от Ипатиевата къща и е настанен с руската охрана в къщата на Попов, срещу нея. Спомените на участниците в екзекуцията потвърждават този факт.
Комендант Юровски, както казва участникът в екзекуцията М. Медведев (Кудрин), уж по собствена инициатива е предложил да отпрати готвача, който е бил в царската свита, от Ипатиевата къща под претекст за среща с чичо му, който уж е пристигнал в Екатеринбург. Всъщност Иван Седнев – чичото на Седньов и лакей на великите княгини, който придружава кралското семейство в изгнание, е арестуван от 27 май 1918 г. и в началото на юни (според други данни, в края на юни или в началото на юли 1918 г.) е разстрелян.
Самият Юровски твърди, че е получил заповед да освободи готвача от Голощекин. След екзекуцията на кралското семейство, според спомените на Юровски, готвачът е изпратен у дома.
Решено е да се ликвидират останалите членове на свитата заедно с кралското семейство, тъй като те „заявиха, че желаят да споделят съдбата на монарха. Нека да я споделят”. Така четирима души са посочени за ликвидация: лекарят Евгений Боткин, камерхерът Алоизий Труп, готвачът Иван Харитонов и прислужницата Анна Демидова.
Сред членовете на свитата камериер Терентий Чемодуров успява да избегне екзекуцията, понеже се разболява и е настанен в затворническа болница. По време на евакуацията на Екатеринбург в хаоса той е забравен от болшевиките в затвора и е освободен от чехите на 25 юли.

### Разстрел
От спомените на участниците в екзекуцията е известно, че те не са знаели предварително как ще бъде извършена тя. Предлагат се различни варианти: арестуваните да бъдат намушкани с ками, докато спят, да се хвърлят гранати в стаята, да бъдат застреляни. Според Генералната прокуратура на Руската федерация въпросът за процедурата за извършване на екзекуцията е решен с участието на служители на Изпълкома на Урал.
В 1:30 сутринта на 16-17 юли в Ипатиевата къща пристига камион за превоз на трупове с час и половина закъснение. След това доктор Евгений Боткин е събуден и информиран, че всички трябва спешно да се преместят надолу поради тревожната ситуация в града и опасността да останат на последния етаж. Приготовлението отнема около 30-40 минути. Седем членове на царското семейство: Николай II, на 50 г., съпругата му Александра Фьодоровна, на 46 г., и децата им Олга Николаевна, на 22 г., Татяна Николаевна, на 21 г., Мария Николаевна, на 19 г., Анастасия Николаевна, 17 г., и Алексей Николаевич, на 13 г., както и четирима души от свитата им – Евгений Боткин, лекар (53 г.), Иван Харитонов, готвач (48 г.), Алоизий Труп, лакей (61 г.), и Анна Демидова, прислужница (40 г.), идват в полусутеренната стая (Алексей, който не може да ходи поради хемофилия, е донесен от баща си на ръце). В мазето няма столове; по молба на Александра Фьодоровна донасят два стола. Тя и синът й Алексей сядат. Останалите са разположени покрай стената. Юровски довежда взвода за разстрел и прочита присъдата. Николай II има време само да попита: „Какво?“ (други източници предават последните му думи като „А?“ или „Как, как? Прочетете отново“). Юровски дава команда и започва безразборна стрелба. По-късно той съобщава, че пръв е стрелял и убил Николай II. Точният текст на присъдата не е известен. В материалите на следователя Николай Соколов има показания на охранителя Якимов, който твърди, позовавайки се на охранителя Клешчев, който наблюдава сцената, че Юровски е казал: Николай Александрович, вашите роднини се опитаха да ви спасят, но не им се удаде. И сме принудени сами да ви застреляме.
Палачите не успяват веднага да убият Алексей, дъщерите на Николай II, прислужницата Демидова и лекаря Боткин. Чува се писъкът на Анастасия, прислужницата на Демидова става на крака, а Алексей остава жив дълго време. Някои от тях са застреляни; оцелелите, според разследването, са довършени с щик от П. Ермаков.
Според спомените на Юровски стрелбата е безразборна: мнозина вероятно стрелят от съседната стая, през прага, а куршумите рикошират от каменната стена. Така единият от стрелците е леко ранен.
Според данните, дадени в статията на Т. Манакова, по време на екзекуцията са убити и двете кучета на кралското семейство, когато започват да вият – френският булдог Ортино на Татяна и Кинг Чарлз шпаньолът на Анастасия, Джими. Животът на третото куче, шпаньолът на Алексей Николаевич на име Джой, е спасен, защото не вие. По-късно кучето е взето от пазача Летемин, който поради това е идентифициран и арестуван от белогвардейците. Впоследствие, според разказа на епископ Василий (Родзянко), Джой е отведен във Великобритания от офицер емигрант и е предаден на британското кралско семейство.
За да заглуши изстрелите, в близост до Ипатиевата къща е каран камион, но изстрелите все още се чуват в града. В материалите на Соколов има свидетелства за това от двама случайни свидетели: селянинът Буйвид и нощният пазач Цецегов.
Според историка Ричард Пайпс веднага след това Юровски жестоко потушава опитите на пазачите да откраднат откритите в загиналите бижута, заплашвайки да ги застреля. След това той инструктира П. Медведев да организира почистването на помещенията, а сам отива да унищожи труповете.
М. Медведев (Кудрин) описва тази сцена така: Николай Александрович! Опитите на твоите съмишленици да те спасят бяха неуспешни! И така, в труден момент за Съветската република... - Яков Михайлович повишава тон и разцепва въздуха с ръка: - ...на нас е поверена мисията да сложим край на дома на Романови! В мемоарите на асистента на Юровски Г. Никулин този епизод е описан така:Другарят Юровски каза следната фраза: „Твоите приятели напредват към Екатеринбург и затова си осъден на смърт. Самият Юровски не може да си спомни точния текст: ...Аз веднага, доколкото си спомням, казах на Николай приблизително следното, че неговите царски роднини и приятели както в страната, така и в чужбина се опитваха да го освободят и че Съветът на Работническите депутати реши да ги разстрелян.
На 17 юли следобед няколко членове на изпълнителния комитет на Уралския областен съвет се свързват с Москва по телеграфа (телеграмата е отбелязана, че е получена в 12 часа) и съобщават, че Николай II е бил разстрелян, а семейството му  – евакуирано. Редакторът на „Уралски работник“, член на изпълкома на Уралския областен съвет В. Воробьов по-късно твърди: те се почувстваха много неспокойни, когато се приближиха до апарата: бившият цар бе застрелян с решение на Президиума на Областен съвет и не се знаеше как ще реагират на този „произвол” на централната власт... Надеждността на това доказателство, пише историкът Генрих Йофе, не може да бъде проверена.
Следователят Николай Соколов твърди, че е намерил шифрована телеграма от председателя на Уралския областен изпълком А. Белобородов до Москва от 21 часа на 17 юли, която уж е била дешифрирана едва през септември 1920 г. В нея пише: До секретаря на Съвета на народните комисари Николай П. Горбунов: кажете на Свердлов, че цялото семейство е било сполетяно от същата съдба като главата му. Официално семейството ще умре по време на евакуацият. Соколов заключава: това означава, че вечерта на 17 юли Москва е знаела за смъртта на цялото царско семейство. Но в протокола от заседанието на Президиума на Всеруския централен изпълком от 18 юли се говори само за екзекуцията на Николай II. На следващия ден вестник „Известия“ съобщава: На 18 юли се проведе първото заседание на Президиума на Централния ИК на 5-то свикване. Председателстваше другарят Свердлов. Присъстваха членове на Президиума Аванесов, Сосновски, Теодорович, Владимирски, Максимов, Смидович, Розенголц, Митрофанов и Розин. Председателят другарят Свердлов обявява току-що получено по директен кабел съобщение от Регионалния уралски съвет за екзекуцията на бившия цар Николай Романов. През последните дни столицата на Червения Урал Екатеринбург бе сериозно застрашена от приближаването на чешко-словашките банди. В същото време е разкрит нов заговор на контрареволюционери, чиято цел е да изтръгне коронования палач от ръцете на съветската власт. С оглед на това президиумът на Уралския регионален съвет реши да застреля Николай Романов, което бе извършено на 16 юли. Съпругата и синът на Николай Романов бяха изпратени на безопасно място. Документите за разкрития заговор са изпратени в Москва със специален куриер. След като направи това съобщение, другарят Свердлов припомни историята на преместването на Николай Романов от Тоболск в Екатеринбург след разкриването на същата организация на белогвардейците, която подготвяше бягството на Николай Романов. Наскоро се възнамеряваше бившият цар да бъде изправен пред съда за всичките му престъпления срещу народа и само последните събития попречиха на това. Президиумът на Централния ИК, след като обсъди всички обстоятелства, принудили Уралския регионален съвет да реши да застреля Николай Романов, реши: Всеруският централен ИК, представляван от своя президиум, признава решението на Уралския регионален съвет за правилно.
В навечерието на това официално прессъобщение, на 18 юли (вероятно в нощта от 18 срещу 19), се провежда заседание на Съвета на народните комисари, на което е взета в предвид тази резолюция на Президиума на Всеруския централен изпълком.
Телеграмата, за която пише Соколов, я няма в досиетата на Съвета на народните комисари и на Всеруския централен изпълком.Някои чуждестранни автори“, пише историкът Генрих Йофе, дори предпазливо изразиха съмнение относно нейната автентичност'. И. Ковалченко и Г. Йофе оставят отворен въпроса дали тази телеграма е била получена в Москва. Според редица други историци, включително Ю. Буранов и В. Хрусталев, и Л. Лыков, тази телеграма е истинска и е получена в Москва преди заседанието на Съвета на народните комисари.
На 19 юли Юровски отнася „конспиративни документи“ в Москва. Времето на пристигането на Юровски в Москва не е известно точно, но се знае, че дневниците на Николай II, които той носи на 26 юли, вече са били притежание на историка Михаил Покровски. На 6 август с участието на Юровски целият архив на Романови е доставен в Москва от Перм.

### Въпрос за състава на разстрелната команда
Съветският изследовател М. Касвинов в книгата си „23 стъпала надолу“, публикувана за първи път в списание „Звезда“ (1972-1973), всъщност приписва ръководството на екзекуцията не на Юровски, а на Ермаков:На кого да се възложи изпълнението на присъдата? Председателят казва: Пьотр Захарович Ермаков, горноисетският ковач, който командваше работен отряд в битките срещу дутовците, се завърна от фронта. Възстановен от раните си. Достоен, уважаван ветеран от Урал. Баща на три деца. В който и да е пост, поверен от революцията, той не допуска нито у себе си, нито у другите никакви отпускания и колебания. Повикаха Ермаков. Те попитаха. Съгласих се. Помолих А. Д. Авдеев, бившия комендант на Дома със специално предназначение, и Я. И. Юровски, настоящия комендант, да ми помогнат. По-късно обаче текстът е променен и в следващите издания на книгата, публикувани след смъртта на автора, Юровски и Никулин са посочени като ръководители на екзекуцията: Възниква въпросът на кого да бъде поверено изпълнението? Общо мнение: Яков Михайлович Юровски, комендант на Дома със специално предназначение, и неговият заместник Григорий Петрович Никулин. Още три дни и ще дойде краят на дългата, тежка драма.
Материалите от разследването на Николай Соколов за убийството на император Николай II и семейството му съдържат многобройни свидетелства, че преките извършители на убийството са латвийци, ръководени от евреин (Юровски). Въпреки това, както отбелязва Соколов, руските войници от Червената армия наричат всички неруски болшевики „латвийци“. Следователно мненията се различават кои са тези „латвийци“. По-нататък Соколов пише, че в къщата са открити надпис на стената „Verhás András 1918 VII/15 e őrségen“, написан на унгарски език, и фрагмент от писмо от пролетта на 1918 г. Надписът на стената на унгарски е преведен като „Вергаш Ондрас 1918 VII/15 на стража“ и е частично дублиран на руски: „№ 6. Вергаш Карау 1918 VII/15“. Соколов класифицира този човек като един от „чекистките палачи“; изследователят И. Плотников смята, че това е направено „прибързано“: пост № 6 принадлежи на външната охрана и неизвестният Верхаш Ондраш не може да е участвал в екзекуцията.
Генерал Дитерихс „по аналогия“ включва и австро-унгарския военнопленник Рудолф Лашер сред участниците в екзекуцията; според изследователя И. Плотников Лашер всъщност изобщо не се е занимавал с охрана, а е извършвал само домакинска работа.
В светлината на изследването на Плотников списъкът на екзекутираните може да изглежда така: Юровски, Никулин, членът на областната управа на ЧК Михаил Медведов (Кудрин), Пьотр Ермаков, Степан Ваганов, Алексей Медведев, Виктор Нетребин, вероятно Ян Целмс и, под много голям въпрос, неизвестен студент по минно дело. Плотников смята, че последният е бил използван в Ипатиевата къща само няколко дни след екзекуцията и само като специалист по бижута. Така, според Плотников, екзекуцията на царското семейство е извършена от група, чийто етнически състав е почти изцяло руски, с участието на един евреин (Я. Юровски) и вероятно един латвиец (Я. Целмс). Според оцелялата информация двама или трима латвийци са отказали да участват в екзекуцията.
Има друг списък на предполагаемия разстрел, съставен от тоболския болшевик, който транспортира кралските деца, останали в Тоболск в Екатеринбург: латвиецът Янис Свике (Родионов), и състоящ се почти изцяло от латвийци. Всички латвийци, споменати в списъка, всъщност са служили със Свике през 1918 г., но очевидно не са участвали в екзекуцията (с изключение на Целмс).
През 1956 г. германските медии публикуват документи и свидетелства на някой си И. Майер, бивш австрийски военнопленник, член на Уралския областен съвет през 1918 г., в който се твърди, че в екзекуцията са участвали седем бивши унгарски военнопленници, включително човек, идентифициран от някои автори като Имре Наги, бъдещ унгарски политически и държавник. Тези доказателства обаче по-късно се оказват фалшифицирани.

## Жертви
Разстреляни са:
- бившият цар Николай Александрович,
- съпругата му Александра Фьодоровна,
- децата им Олга (22), Татяна (21), Мария (19), Анастасия (17), Алексей (13) и
- 4 души от свитата им – лекар, готвач (дворянин), придворен лакей (полковник), камериерка (дворянка).

През 1991 г. са разкрити останките на 9 от жертвите, а по-късно и на още 2 души.
Спорът за отговорността кой е виновен за цареубийството с масовата екзекуция на неговото семейство и последвалото изгаряне на труповете продължава в Русия, и е сред най-парещите въпроси за разрешаване пред руското обществено мнение в началото на 21 век в навечерието на вековната годишнина.